# گمینا گاشوویتسه
گمینا گاشوویتسه (به لهستانی:  Gmina Gaszowice) یک گمینا در لهستان است که در شهرستان ربنگک واقع شده‌است. گمینا گاشوویتسه ۱۹٫۵۴ کیلومتر مربع مساحت و ۸٬۷۳۹ نفر جمعیت دارد.